# Chełmno (stacja kolejowa)
Chełmno – zlikwidowana stacja kolejowa w Chełmnie, w województwie kujawsko-pomorskim, w Polsce.

## Historia

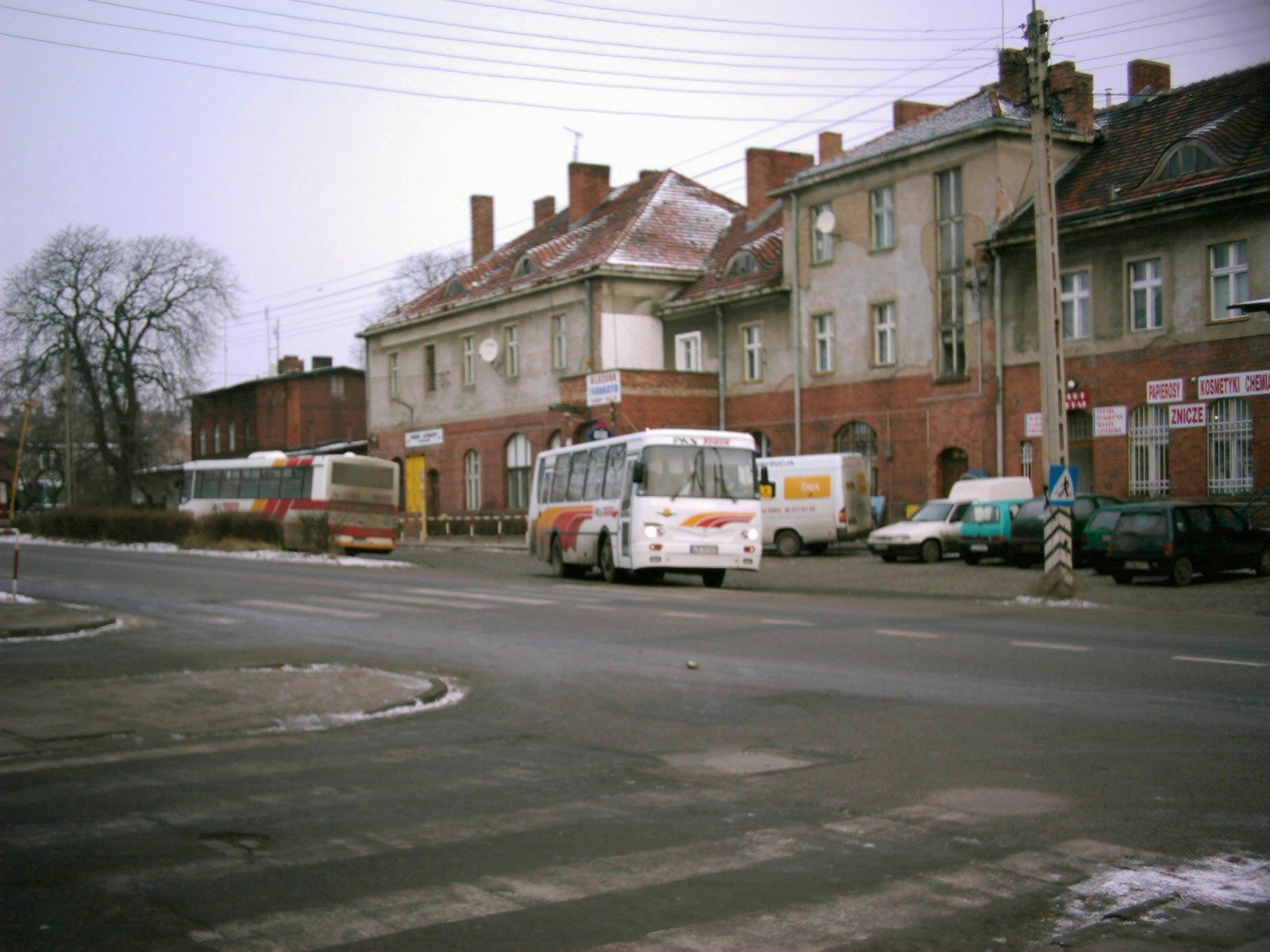
Budynek dawnego dworca

Chełmiński dworzec powstał w 1883. Początkowo był to drewniany, parterowy budynek, który w związku z rozwojem miasta oraz wzmożonym ruchem kolejowym w latach 1904-1906 został zastąpiony obecnie istniejącym budynkiem.
W przeszłości z Chełmna prowadziły dwie linie. Pierwszą, do Kornatowa, wybudowano w 1883, a rozebrano w 2000. Druga linia, do Torunia przez Unisław, została oddana do użytku w 1902. W roku 1953 linia do Unisławia została zamknięta z powodu podmycia torów i utworzenia się kilkudziesięciometrowej wyrwy. Tory rozebrano kilkanaście lat później, z wyjątkiem krótkiego odcinka pomiędzy wyrwą a mostem nad Frybą w Chełmnie, tzw. "żelaźniakiem", który rozebrano dopiero na początku lat 90. XX w.
Kilka miesięcy po zamknięciu ruchu osobowego na linii do Kornatowa w 1991 działały jeszcze kasy biletowe PKP. Obecnie budynek nie pełni już funkcji związanych z kolejnictwem.